# Лил Дэйв Томпсон
Дэвид Лонзо Томпсон (англ. David Lonzo Thompson) известный как Лил Дэйв Томпсон (англ. Lil' Dave Thompson); 21 июня 1969 года, Джэксон, Миссисипи, США — 14 февраля 2010 года, округ Эйкен, Южная Каролина, США  —  американский блюзовый гитарист, вокалист и автор песен. Номинант Blues Music Awards в номинациях «Альбом современного блюза» (1996), «Лучший дебют» (1996) .

## Биография
Дэвид Лонзо Томпсон родился в Джэксоне в 1969 году. Его отец Сэм Томпсон играл блюз в том числе с таким музыкантами, как Эйси Пейтон, Пол Джонс, Джеймс Томас. Под влиянием отца Дэйв Томпсон к девяти годам выучился играть на гитаре, в возрасте 14 лет в Лейланде, Миссисипи собрал первую свою группу The Delta Blues Band. Также он играл с различными блюзовыми, регги и госпел-группами в районе дельты. В 1984 году присоединился к Бубе Барнсу и они дуэтом стали выступать по клубам и джук-джойнтам Миссисипи. Их совместная работа продолжалась до 1990 года .
Впервые записался как бэк-гитарист в альбоме Дэвида Мэлоуна I Got the Dog in Me в 1994 году, а свой дебютный альбом Little Dave and Big Love, спродюсированный Робертом Палмером выпустил в 1995 году. Альбом «представлял собой компромиссный вариант звучания типичного для лейбла „сырого“, „домашнего-самодельного“ дельта-блюза с приемами модерн-блюза 70-х годов. Хотя такая комбинация со стороны представляется странной, у Лил` Дейва она звучала убедительно и органично: эмоциональность вокала и неординарная техника игры на гитаре, в которой чудесным образом объединялись „зависания“ на одной ноте Альберта Кинга с изысканными легкими соло а-ля Литтл Милтон». Альбом получил немедленное признание, будучи номинированным на звание лучшего альбома современного блюза, а сам Томпсон номинировался на звание открытия года. После выхода альбома Томпсон постоянно гастролировал, приобретая всё больше аудитории. Следующий альбом увидел свет лишь в 2002 году, после которого музыкант выпустил ещё два.
14 февраля 2010 года, после последнего концерта в рамках тура в Fiery Ron's Home Team BBQ на острове Салливана, Южная Каролина,  он с группой возвращался в Гринвилл, штат Миссисипи. В округе Эйкен, Южная Каролина (по другим данным неподалёку от Огасты, Джорджия ) микроавтобус Ford, на котором ехала группа, перевернулся на межштатной автомагистрали I-20. Дэйва Томпсона выбросило с пассажирского сиденья, и он скончался на месте ДТП. Другие музыканты не получили серьезных травм. Дэйва Томпсона похоронили в Индианоле, штат Миссисипи.  
«Его интуитивная, неприукрашенная музыка источает непосредственность, и в ней много разнообразия: шаффлы, медленный блюз, джанк, и даже легкий джазовый инструментал…Уверенные, агрессивные гитарные соло Томпсона сочетают в себе рычание циркулярной пилы Альберта Кинга и сладкое, металлическое жало Литтл Милтона, а его непритязательный вокал, кажется, в равной степени вдохновлен блюзом и соулом» .
«Лил Дэйв Томпсон был молодым мастером гитары, с сильным, проникновенным голосом. Он сочился Альбертом Кингом на гитаре с оттенком Отиса Реддинга в его голосе и и шиком ZZ Hill» .

## Дискография
| Год  | Название                 | Лейбл              |
| ---- | ------------------------ | ------------------ |
| 1995 | Little Dave and Big Love | Fat Possum Records |
| 2002 | C'mon Down to the Delta  | JSP Records        |
| 2006 | Got to Get Over You      | Electro-Fi Records |
| 2008 | Deep in the Night        | Electro-Fi Records |